# Альперштедт
Альперштедт (нім. Alperstedt) — громада в Німеччині, розташована в землі Тюрингія. Входить до складу району Земмерда. Складова частина об'єднання громад Грамме-Ауе.
Площа — 8,88 км2. Населення становить 755 ос. (станом на 31 грудня 2021).

## Галерея

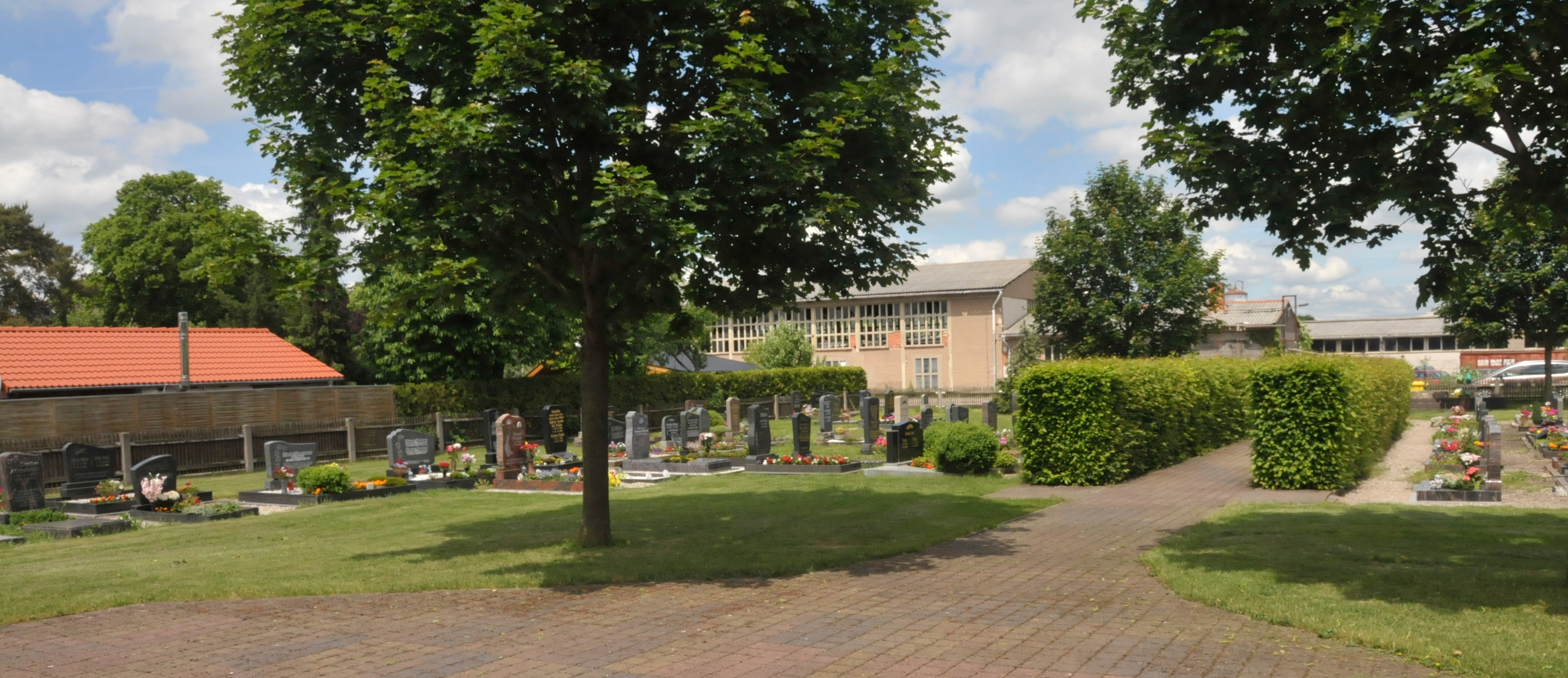
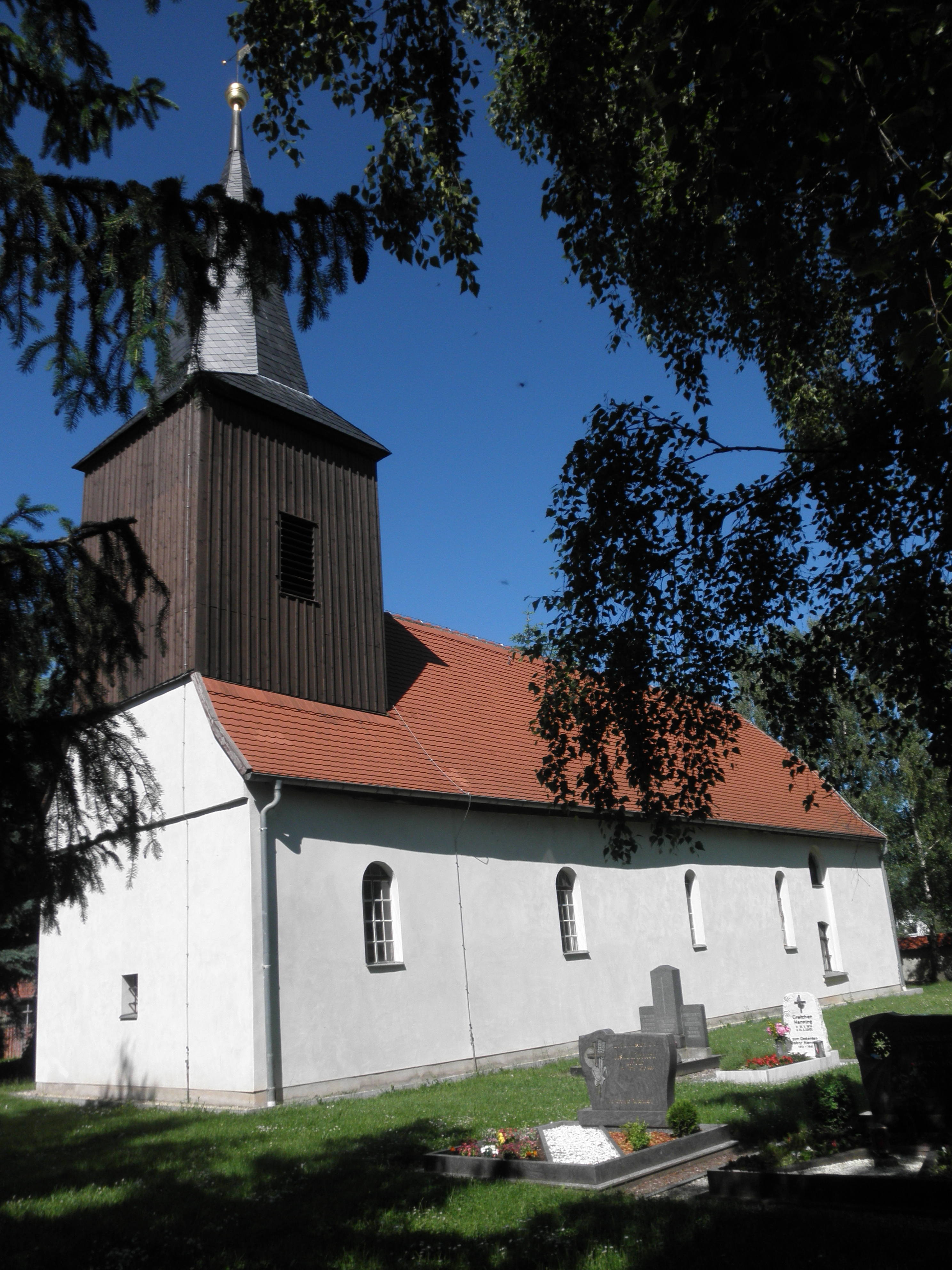